# 천국의 깃발 아래
《천국의 깃발 아래》(영어: Under the Banner of Heaven)는 폭스 온 훌루에서 2022년 4월부터 방영된 미국의 범죄 드라마이다.